# Jo Soo-min

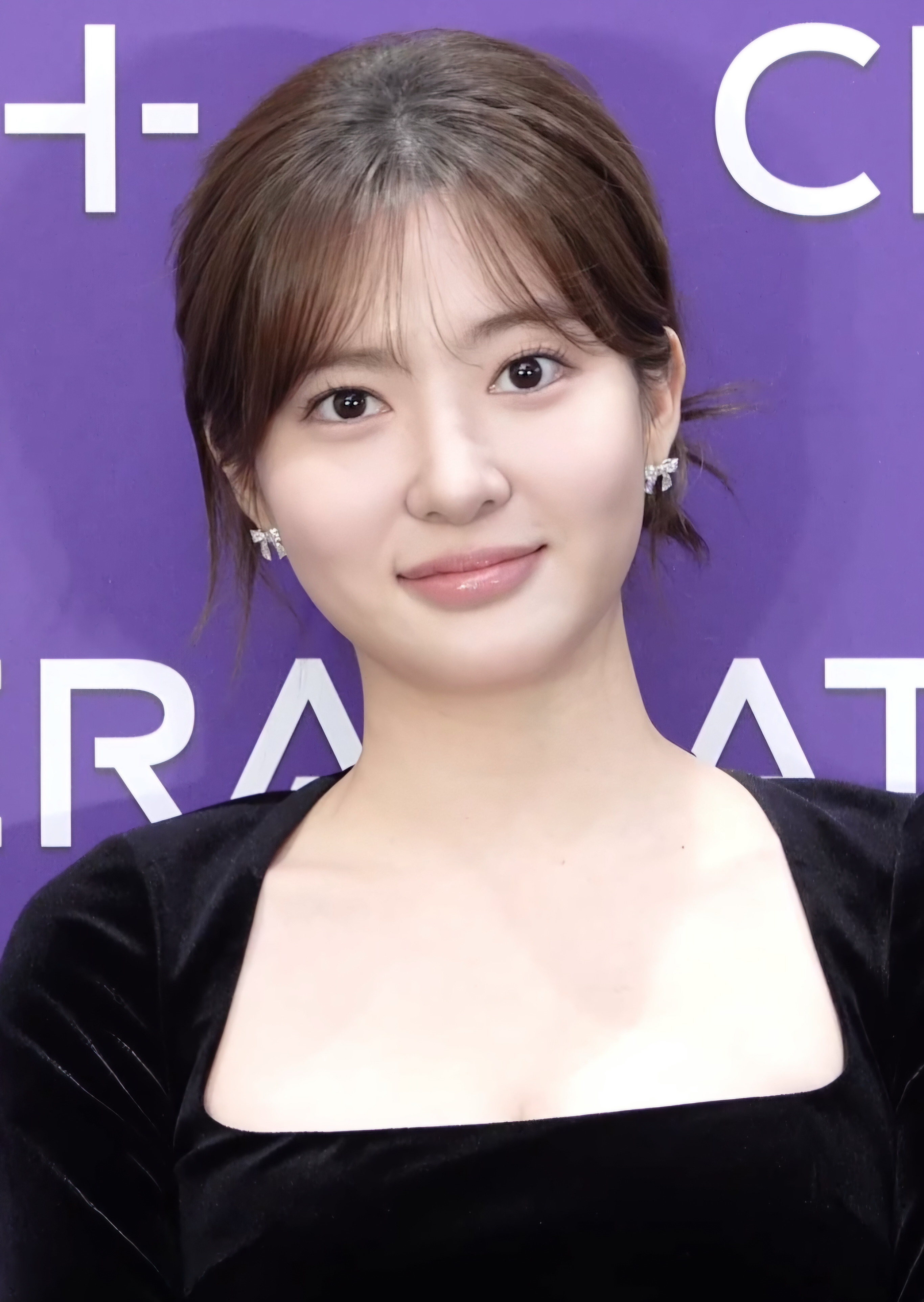
Jo Soo-min, 2024

Jo Soo-min (* 5. März 1999 in Gangnam-gu) ist eine südkoreanische Schauspielerin.

## Leben und Karriere
Jo wurde am 5. März 1999 in Gangnam-gu geboren. Ihr Debüt gab sie in dem Film Seoul 1945. Danach spielte sie in Famous Chil Princesses mit. 2009 bekam sie eine Rolle in Hometown of Legends. Dann wurde sie für die Serie Brain gecastet. Jo trat 2013 in der Serie Melody of Love auf. Unter anderem war Jo 2019 in der Serie Touch Your Heart zu sehen. Außerdem spielte sie in The Forbidden Marriage die Hauptrolle.

## Filmografie (Auswahl)
Filme
- 2008: His Last Gift

Serien
- 2006: Seoul 1945
- 2006: Famous Chil Princesses
- 2006: The Invisible Man, Choi Jang-soo
- 2008: Mom's Dead Upset
- 2009: Hometown of Legends
- 2011: Brain
- 2013: Melody of Love
- 2019: Touch Your Heart
- 2020–2021: The Penthouse: War in Life
- 2022–2023: The Forbidden Marriage

## Auszeichnungen

### Gewonnen
- 2019: KBS Drama Awards in der Kategorie „Beste Schauspielerin“[3]

### Nominiert
- 2006: KBS Drama Awards in der Kategorie „Beste Schauspielerin“[4]
- 2008: KBS Drama Awards in der Kategorie „Beste Schauspielerin“[5]
- 2022: SBS Drama Awards in der Kategorie „Beste Schauspielerin“[6]